# Östra Tollstads kyrka
Östra Tollstads kyrka hör till Östra Tollstads församling som ligger i Linköpings stift och Mjölby kommun. Kyrkan ligger på en moränkulle väster om landsvägen mellan Mantorp och Västra Harg.

## Kyrkobyggnaden
Omkring år 1200 uppfördes en stenkyrka 300 meter nordost om nuvarande kyrkplats. Kyrkan hade en stomme av kalksten och gråsten och bestod av ett långhus med ett smalare absidförsett kor i öster. Ett kyrktorn tillkom senare - okänt när. Nuvarande kyrka i nygotisk stil uppfördes 1886 efter ritningar av arkitekt Fredrik Ekberg. Kyrkan har en stomme av sten och består av ett rektangulärt långhus med nord-sydlig orientering. Vid norra kortsidan finns ett kyrktorn med ingång och vid södra kortsidan ett flersidigt kor. Vid långhusets västra sida, nära koret, finns en vidbyggd sakristia.

## Inventarier
- Ett altarskåp är från 1400-talet.
- Ett triumfkrucifix från omkring 1325-1350 förvaras numera på Östergötlands länsmuseum.
- Predikstolen är samtida med nuvarande kyrka.
- Altartavlan med motivet Jesu födelse är målad 1813 av Pehr Hörberg. Ramverket i nygotisk stil har tillkommit på 1880-talet.
- Nuvarande dopfunt är från 1948. Funten är av trä och marmor och är brunmålad med förgyllda detaljer.

### Orgeln
- 1885 byggde Carl Elfström en mekanisk orgel.

| Huvudverk I C–f3    | Svällverk II C–f3 | Pedal C–d1     | Koppel |
| Borduna 16’         | Rörflöjt 8’       | Subbas 16’     | I/P    |
| Princial 8’         | Vox Retusa 8’     | Violoncelle 8’ | II/I   |
| Corno di Basetti 8’ | Gamba 8’          | Octava 4'      | I 4'/I |
| Gemshorn 4’         | Flöjt 4 ’         | Basun 16'      |        |
| Octava 4’           | Violin 4'         |                |        |
| Qvinta 3’           | Svällartrampa     |                |        |
| Octava 2'           |                   |                |        |
| Kornett 3 ch        |                   |                |        |
| Trumpet 8'          |                   |                |        |

#### Kororgel
- 1985 bygger Mårtenssons orgelfabrik en mekanisk kororgel.

| Manual       | Pedal   |
| Gedackt 8’   | Bihängd |
|              |         |
| Principal 2’ |         |
| Nasat 1 1⁄3' |         |

## Externa länkar

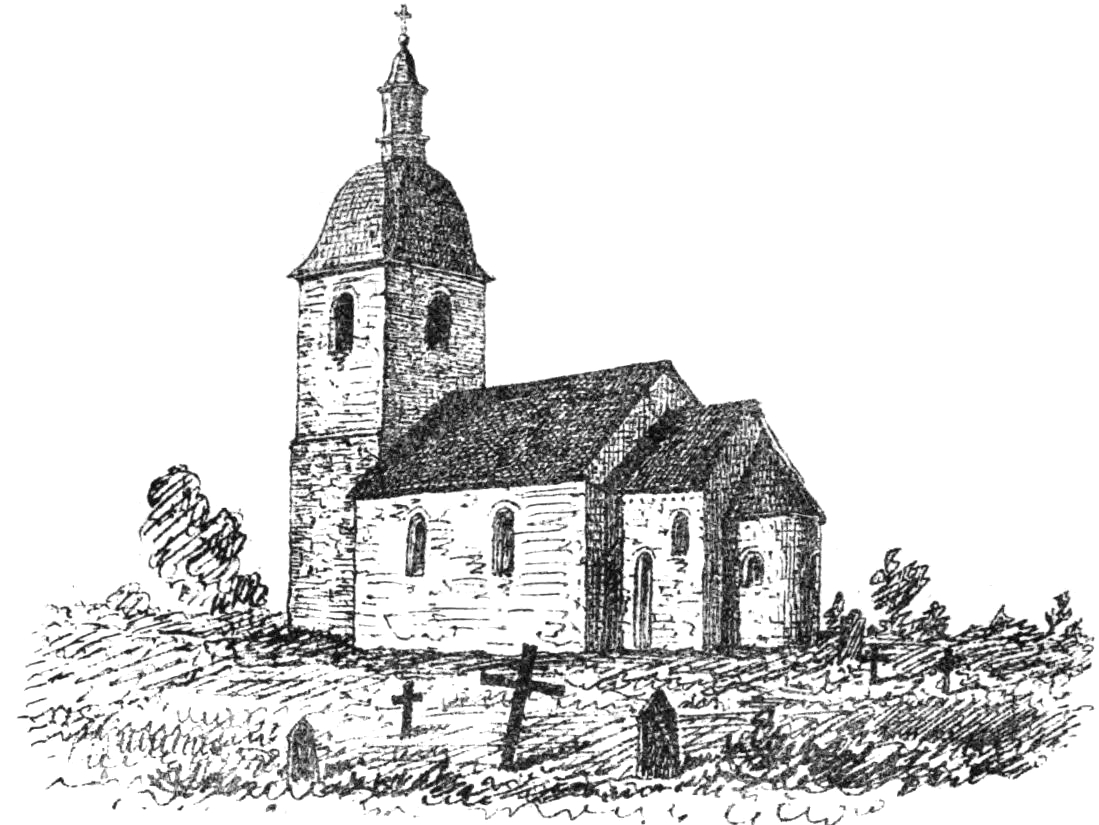
Östra Tollstads gamla kyrka, teckning från omkring 1860.